# استان ماتانزاس
استان ماتانزاس (به اسپانیایی: Provincia de Matanzas) یک استان در کشور کوبا است.

## خصوصیات
استان ماتانزاس ۱۱٬۷۹۸٫۰۲ کیلومترمربع مساحت و ۶۹۰٬۱۱۳ نفر جمعیت دارد. این استان یکی از استان‌های واقع در غرب کوبا است که از غرب با استان مایابکه، از شرق با استان‌های ویا کلارا و سیینفوئگوس، از شمال با تنگه فلوریدا و از جنوب با دریای کارائیب همجوار است. پایتخت آن شهر ماتانزاس است.